# Scopula nigrocellata
Scopula nigrocellata är en fjärilsart som beskrevs av W. Warren 1899. Scopula nigrocellata ingår i släktet Scopula och familjen mätare. Inga underarter finns listade.